# 内斯市镇
内斯市镇是法罗群岛的市镇。市镇面积为14平方公里，人口数量为1,399人（2021年1月）。
市镇范围覆盖东岛东南部，包括3个村庄：内斯、托夫蒂尔、萨尔特内斯。

## 图集

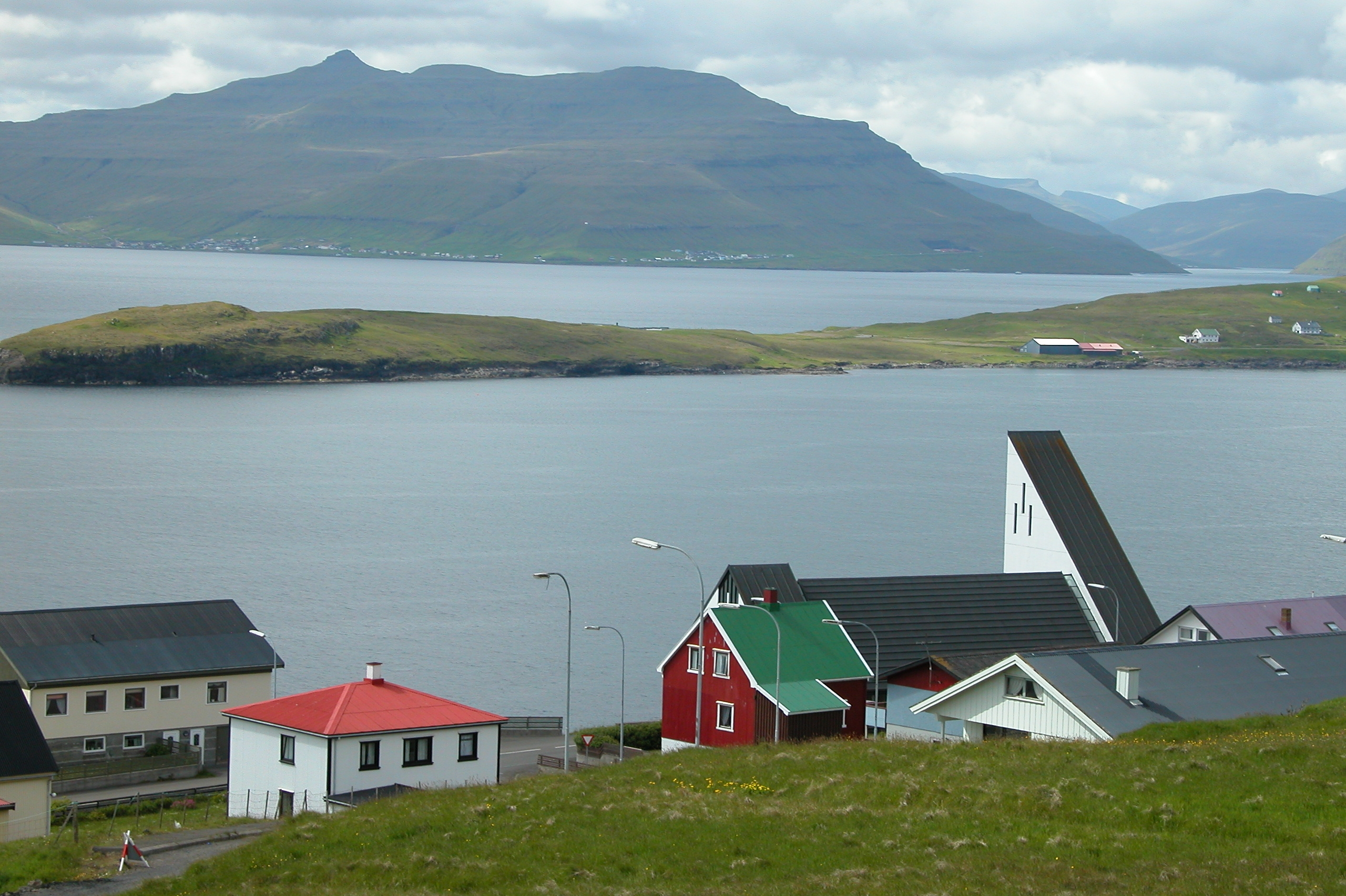
内斯村
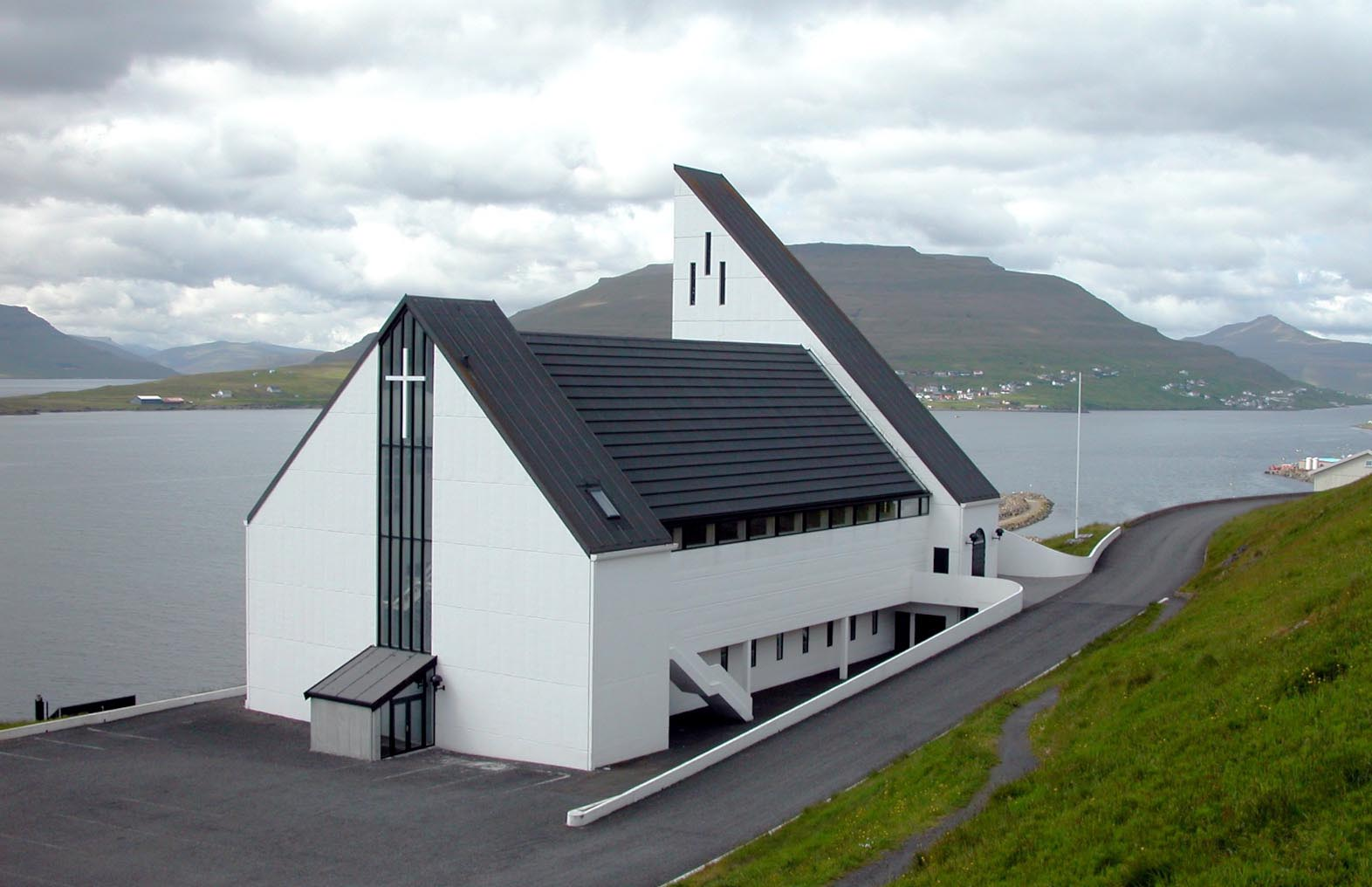
内斯村的教堂
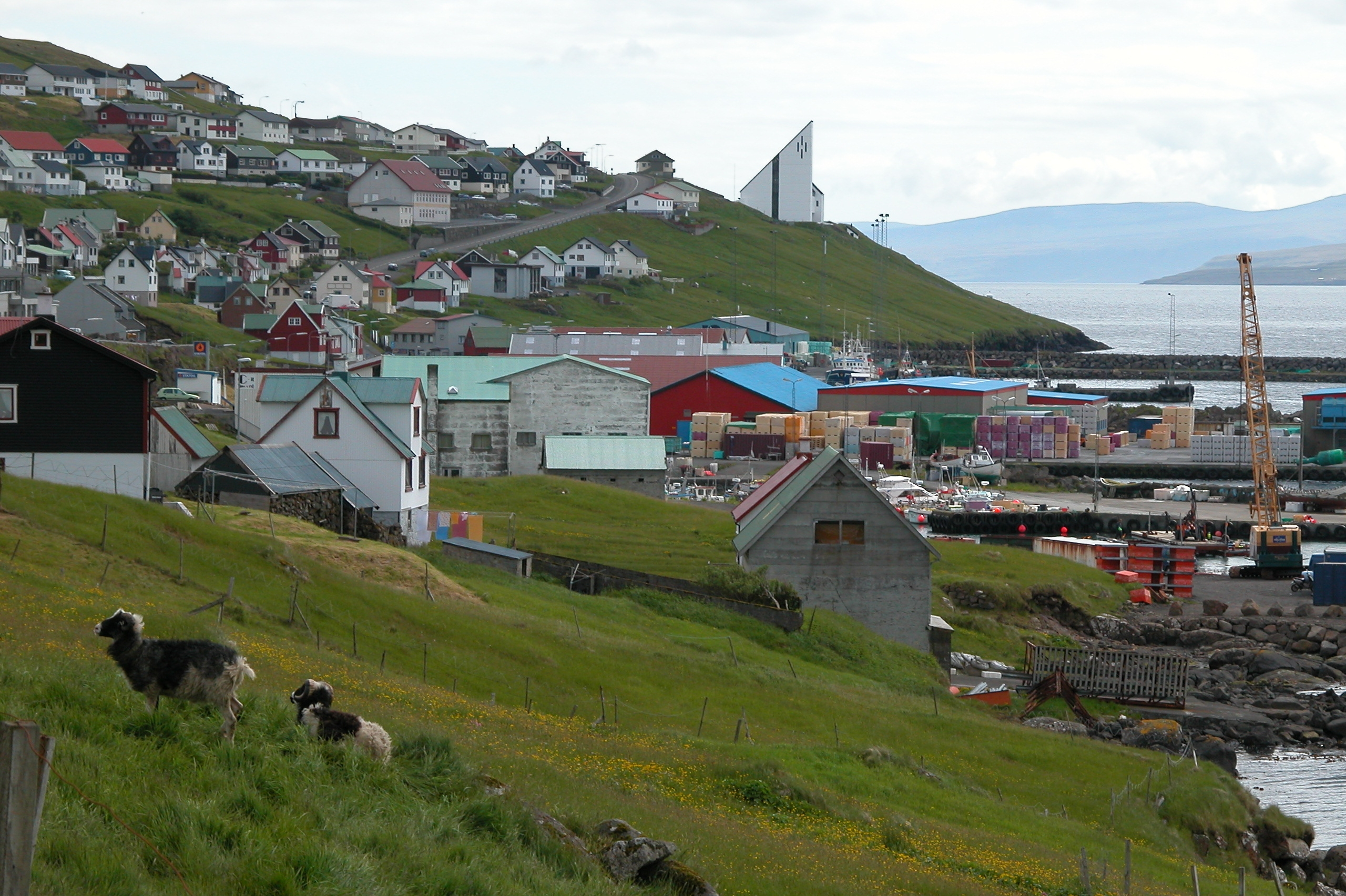
托夫蒂尔村
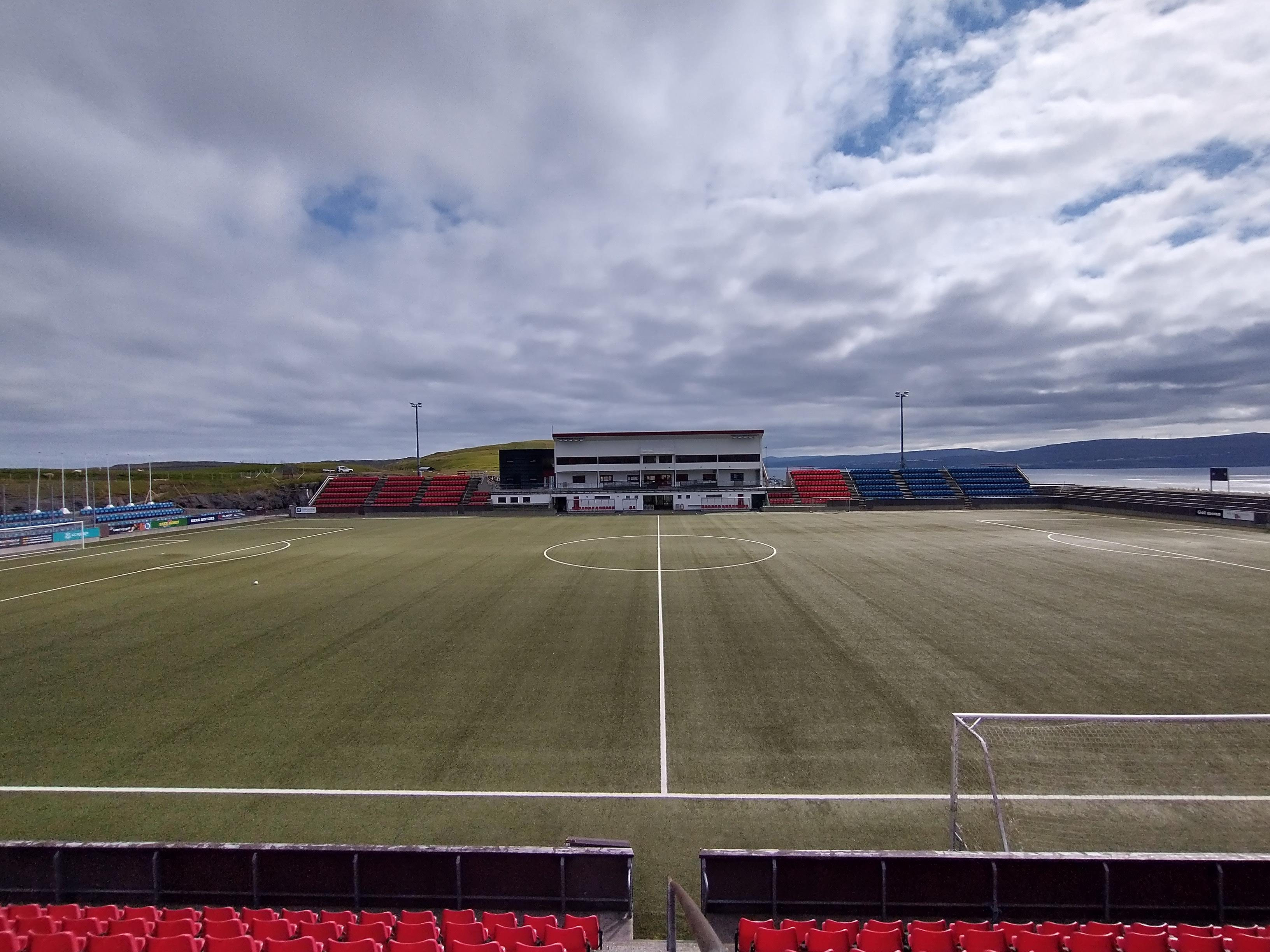
位于托夫蒂尔村的足球场